# چگونه از یک طاعون جان به در ببریم
«چگونه از یک طاعون جان به در ببریم» (انگلیسی: How to Survive a Plague) فیلمی آمریکایی در سبک مستند و زندگینامه‌ای به کارگردانی دیوید فرانس است که در سال ۲۰۱۲ منتشر شد. از بازیگران آن می‌توان به بیل کلینتون، اد کک، جرج هربرت واکر بوش، جسی هلمز، و لری کریمر اشاره کرد.